# Comostola cedilla
Comostola cedilla là một loài bướm đêm thuộc họ Geometridae. Loài này có ở New Guinea, Queensland, miền nam Moluccas, Sulawesi, Philippines, Borneo, Sumatra và Malaysia bán đảo.

## Hình ảnh

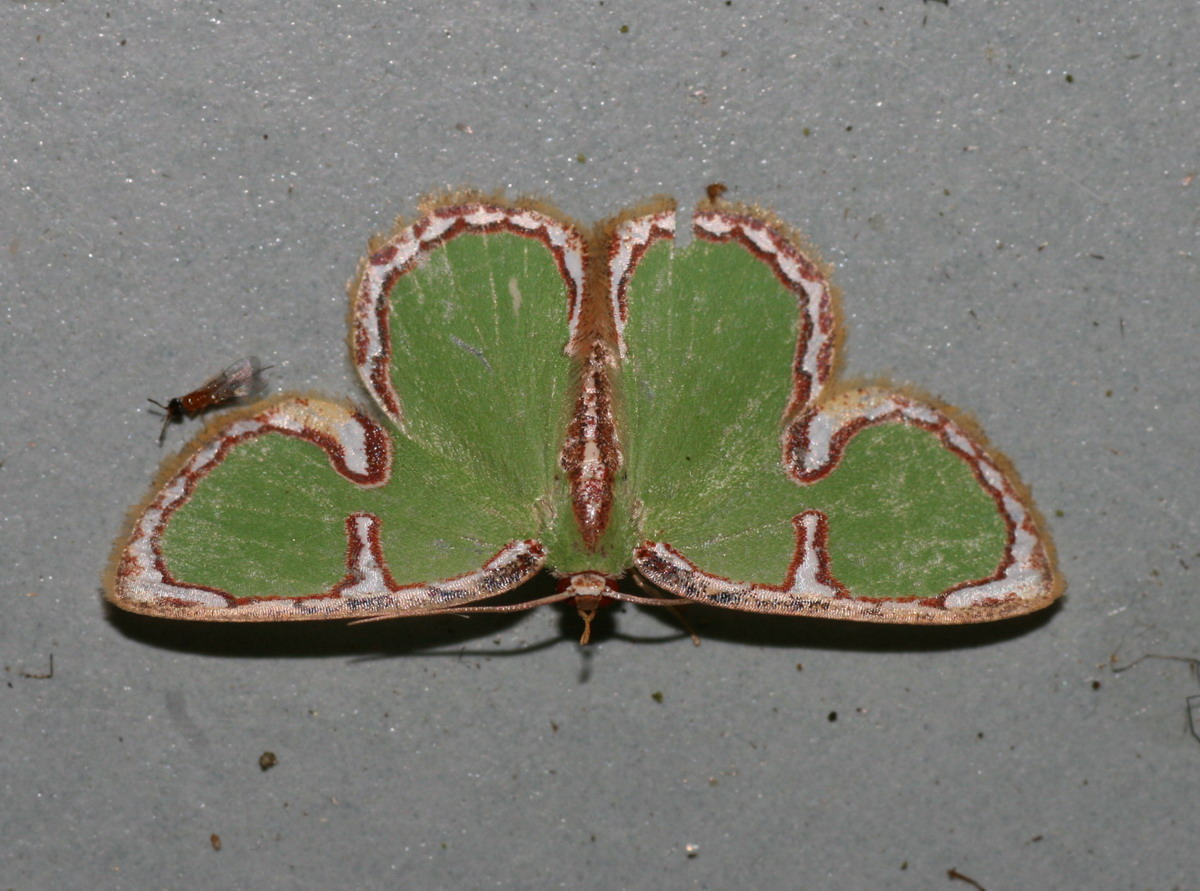
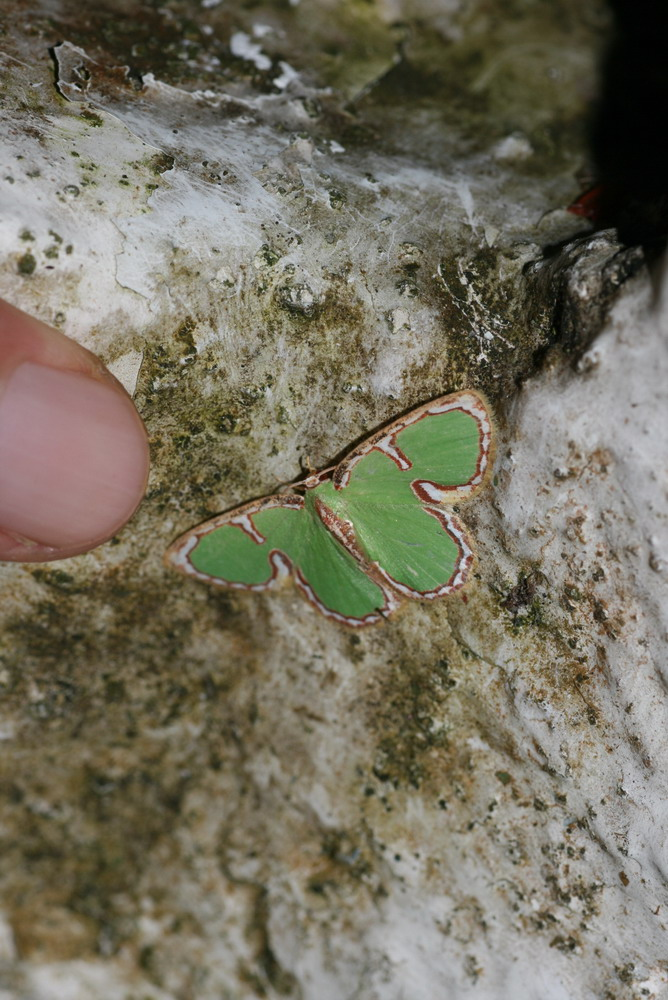